# Hiếp dâm tập thể

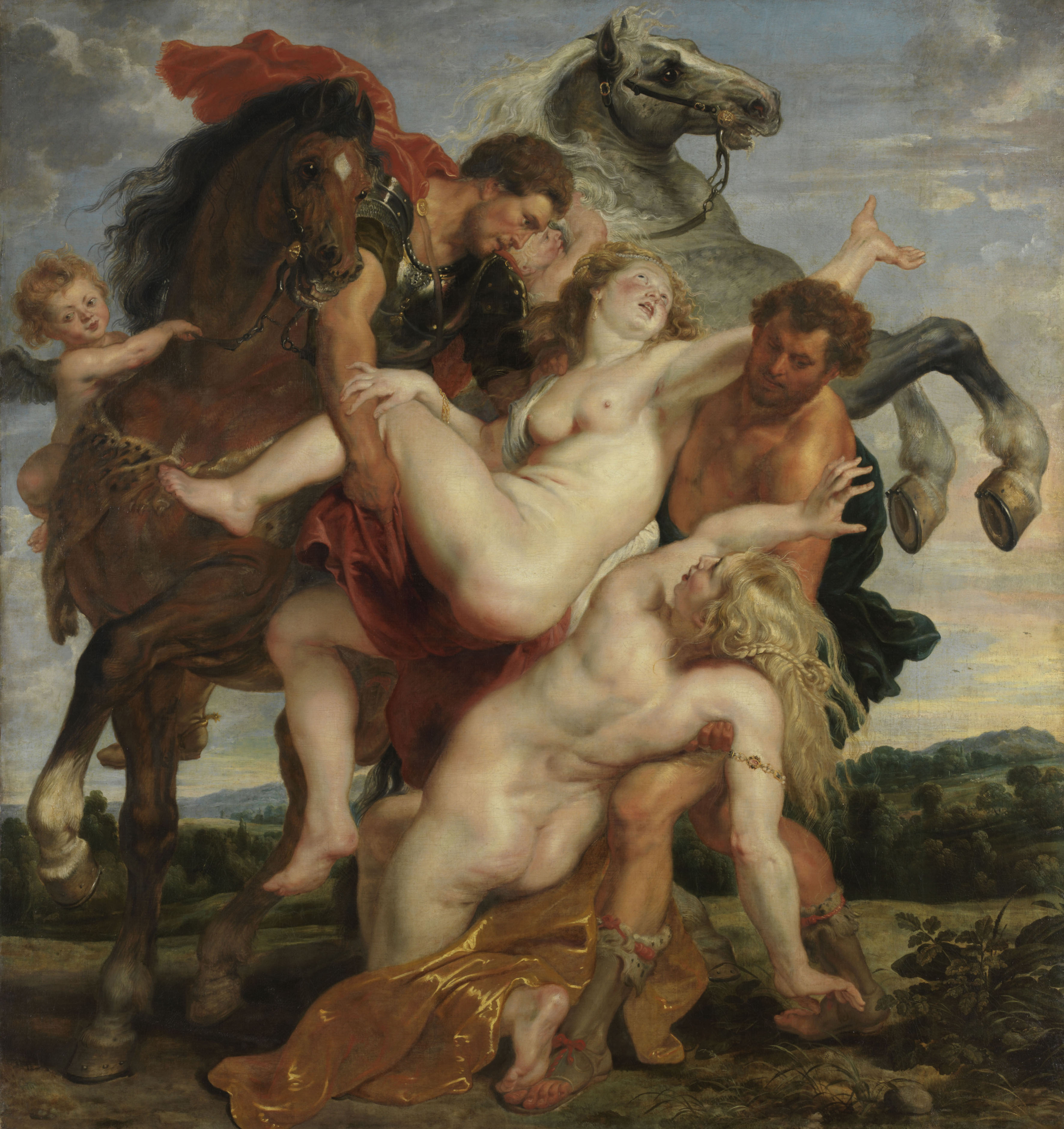
Hoạ phẩm của Peter Paul Rubens về vụ hiếp dâm con gái của Leucippus

Hiếp dâm tập thể (Gang rape) hay Hiếp dâm hàng loạt (Serial gang rape) hay Bữa tiệc hiếp dâm (Party rape) hay Hiếp dâm đa thủ phạm (Multiple perpetrator rape) là việc hiếp dâm một nạn nhân do hai hoặc nhiều kẻ thủ phạm thực hiện. Các vụ hiếp dâm tập thể được mạo nhận dựa trên danh tính chung, tôn giáo, nhóm dân tộc hoặc chủng tộc. Có nhiều động cơ dẫn đến các vụ hiếp dâm tập thể hàng loạt, chẳng hạn như để dành quyền được quan hệ tình dục, khẳng định sinh lực, khả năng tình dục, do chiến tranh (Bạo lực tình dục trong chiến tranh), để trừng trị và trả thù, trút hận lên nạn nhân nữ. Khi xem xét các trường hợp phạm tội thì trong tối đa khoảng 30% trường hợp thực hiện hành vi đốn mạt này là để nhắm mục tiêu vào các đối tượng thuộc nhóm chủng tộc thiểu số, tôn giáo thiểu số hoặc nhóm dân tộc ít người. Hiếp dâm tập thể có thể là một phần của chiến dịch hiếp dâm diệt chủng hoặc thanh lọc sắc tộc.

## Nhận dạng
Các vụ hãm hiếp tập thể thường do hai người đàn ông trở lên thực hiện và có xu hướng có những đặc điểm hơi khác so với các vụ cưỡng hiếp cá nhân, chẵng hạn những kẻ hiếp dâm tập thể có xu hướng trẻ hơn nạn nhân và thường xuyên tái phạm tội nhiều lần hơn và những kẻ hung thủ có nhiều khả năng bị ảnh hưởng từ ma túy hoặc rượu (hãm hiếp trong tình trạng bị xay xỉn, kích động). Các vụ hiếp dâm tập thể nhìn chung có tính bạo lực hơn so với các vụ cưỡng hiếp riêng lẻ, với các thương tích nghiêm trọng hơn đáng kể về tình dục và phi tình dục đối với nạn nhân (sang chấn tâm lý do bị đả kích cường bạo). Những kẻ thủ ác đốn mạt cũng thường làm mất nhân tính nạn nhân (làm nhục) trước và trong khi bị cưỡng hiếp. Các vụ hiếp dâm tập thể hầu như luôn có tính toán trước về mục đích, (các) nạn nhân mục tiêu, các mối quan hệ xã hội và nguyên nhân tâm lý. Các yếu tố xã hội như nội chiến, tuyên truyền thù hận, xung đột sắc tộc cũng làm tăng tỷ lệ hiếp dâm tập thể. Hiếp dâm tập thể có thể là kết quả của một hình thức nhóm đồng phạm, trong đó nhóm manh nha bắt đầu với những hành vi phạm tội ít nghiêm trọng hơn, cuối cùng khiến họ đi xa hơn ý định ban đầu. 

## Ghi nhận

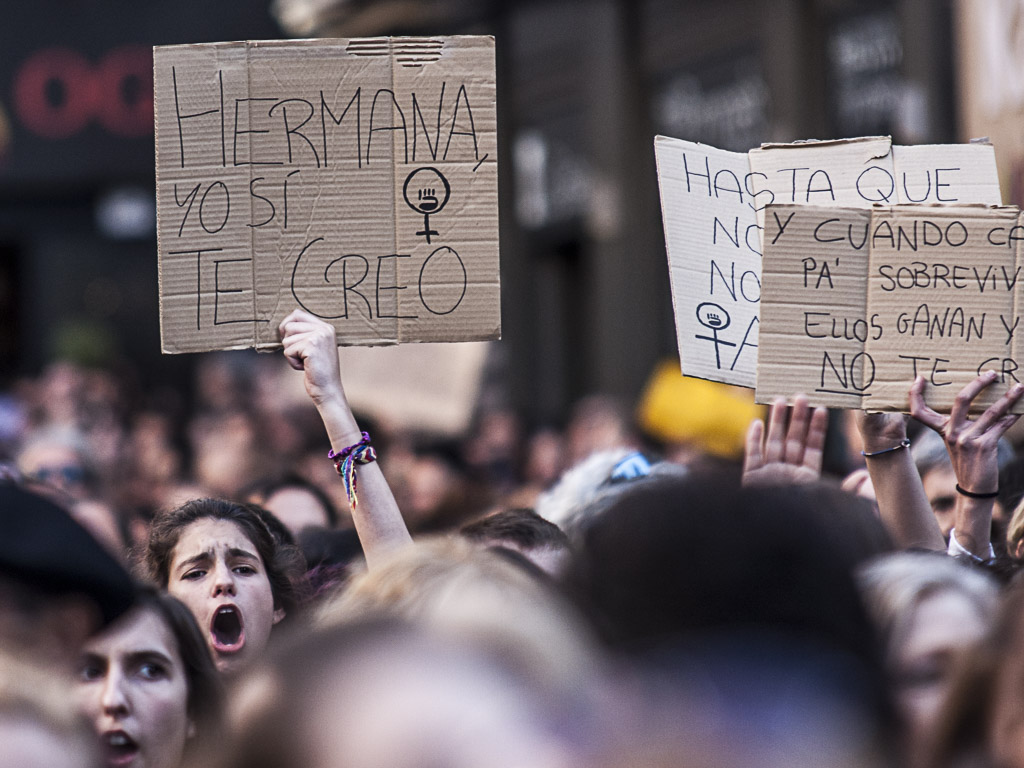
Biểu tình phản đối hiếp dâm tập thể ở Pamplona năm 2016

Trong một nghiên cứu năm 2013 dựa trên dữ liệu tội phạm trong 25 năm từ Hoa Kỳ và châu Âu thì khoảng 10% đến 20% tổng số vụ cưỡng hiếp là hiếp dâm tập thể. Ít hơn một trong ba vụ hiếp dâm tập thể được báo cáo, trong khi ít hơn 1 trong 20 vụ cưỡng hiếp tập thể nhưng không thành được báo cáo. Có từ 5000 đến 7000 vụ cưỡng hiếp tập thể được báo cáo ở Pháp mỗi năm. Tại Hoa Kỳ có báo cáo có khoảng 85.000 vụ cưỡng hiếp mỗi năm, tức trung bình 27,3 vụ hiếp dâm trên 100.000 dân. Theo thống kê thì ở Mỹ cứ 6,2 phút lại có một vụ hiếp dâm. Cũng như các quốc gia khác, Mỹ không thu thập dữ liệu riêng biệt về các vụ hiếp dâm tập thể do đó, Vogelman và Lewis ước tính 25% tổng số các vụ hiếp dâm ở Hoa Kỳ là các vụ cưỡng hiếp tập thể. Một nguồn tin khác cho biết 21,8% các vụ cưỡng hiếp ở Mỹ là cưỡng hiếp tập thể. Một nghiên cứu của Đại học Roger Williams ước tính từ khảo sát dữ liệu tội phạm rằng khoảng 16% tổng số kẻ hiếp dâm nam ở Hoa Kỳ đã tham gia vào hành vi tội phạm hiếp dâm tập thể.
Hiếp dâm tập thể là một vấn nạn của Bangladesh vốn là một nước đang phát triển, nhất là ở khu vực nông thôn và bạo lực nhắm vào phụ nữ. Một nghiên cứu của Lancet năm 2013 báo cáo rằng có đến 1,9% tổng số nam giới nông thôn ở Bangladesh đã phạm tội cưỡng hiếp nhiều người (hiếp dâm tập thể) một phụ nữ không phải là bạn tình, so với 1,4% nam giới ở thành thị. Có tới 35% những người đã thực hiện các vụ cưỡng hiếp tập thể đối với phụ nữ cũng đã thực hiện thêm các vụ cưỡng hiếp khác trong đó nạn nhân là nam giới. Động cơ của vụ cưỡng hiếp bao gồm nhiều lý do. Hai phần ba số thủ phạm hiếp dâm tập thể tuyên bố động cơ của họ chỉ để thoả mãn thú tính giải khuây, khoảng 30% cho biết họ tham gia hiếp dâm tập thể vì tức giận, trút nỗi bực tức lên nạn nhân và để nhằm trừng trị nạn nhân, trong khi 11% cho biết tội ác xảy ra sau khi họ uống rượu.
Cũng như các quốc gia khác, Ấn Độ không thu thập dữ liệu riêng biệt về các vụ hiếp dâm tập thể. Các vụ hiếp dâm cũng được cho là không được báo cáo. Hiếp dâm phụ nữ là vấn nạn xã hội đối với Ấn Độ. Vụ hiếp dâm tập thể một sinh viên 23 tuổi trên xe buýt công cộng diễn ra vào ngày 16 tháng 12 năm 2012 (Vụ hiếp dâm tập thể Delhi, 2012) đã tập trung sự chú ý của quốc tế vào hệ thống pháp luật của Ấn Độ, đặc biệt là các luật liên quan đến bảo vệ phụ nữ. Sự việc này đã làm dấy lên những cuộc biểu tình lớn trên khắp thủ đô Delhi của Ấn Độ. Một số trường hợp hiếp dâm tập thể trẻ em khác cũng đã được báo cáo, chẳng hạn như vụ hiếp dâm Kathua. Các cuộc biểu tình quy mô lớn đã dẫn đến việc sửa đổi luật hiếp dâm ở Ấn Độ thông qua Đạo luật Hình sự (Sửa đổi) năm 2013 và thành lập "Quỹ Nirbhaya" được lập ra để sử dụng cho các kế hoạch của các bang khác nhau nhằm đảm bảo sự an toàn và bình đẳng cho phụ nữ, đảm bảo an ninh cho họ ở những nơi công cộng, một trung tâm theo mô hình một cửa để giải quyết những khiếu nại và cũng là một đường dây trợ giúp (đường giây nóng) và các biện pháp khác. Đã có báo cáo về vụ cưỡng hiếp tập thể khách du lịch ở Ấn Độ như vụ hiếp dâm du khách Jharkhand.
Tại Campuchia có vụ việc nữ du khách người Pháp bị cưỡng bức tập thể, nữ du khách Pháp 43 tuổi rời quán bar và đang đi bộ từ nhà hàng về khách sạn vào 3h sáng trong tình trạng say rượu thì gặp ba người đàn ông địa phương tại Kampot, nhóm người này đi ôtô và mời nữ du khách đi cùng xe về khách sạn trước khi kéo cô lên, những người đàn ông lái xe đến một nơi hẻo lánh và đã cưỡng bức cô trước khi đưa về khách sạn vào 5h40 cùng ngày, chúng thả cô xuống khỏi xe ở khu vực gần vòng xoay Durian tại thị trấn Kampot. Trước đó, hai nhân viên của một khu nghỉ mát cũng thú nhận cưỡng hiếp một cô gái Australia đang ngủ trên bãi biển O'Chheuteal ở tỉnh Sihanoukville, hai tháng sau có thêm hai vụ hiếp dâm được báo cáo, liên quan đến khách nước ngoài ở Sihanoukville. Còn có vụ việc ngư dân Campuchia lĩnh án tù 50 năm vì cưỡng hiếp du khách, theo đó, 5 ngư dân Campuchia nhận mức án vì tội tấn công nhóm du khách Pháp trên hòn đảo của Thái Lan năm 2016. Năm bị cáo đều bị kết tội hiếp dâm, tấn công bạo lực. Một người còn phạm tội cố ý giết người. Đầu năm 2016, năm ngư dân bơi thuyền vào đảo Koh Kut gần biên giới Campuchia, đám người này tấn công bạo lực một nhóm du khách Pháp và cưỡng bức hai phụ nữ trong số đó. Bộ Ngoại giao Campuchia đã xác nhận 5 ngư dân nước này đã nhận tội tấn công 4 du khách Pháp, sau đó cưỡng hiếp 2 phụ nữ trong nhóm này trên bãi biển thuộc đảo Koh Kut, 5 ngư dân này cũng đã thú nhận tham gia hành hung và cưỡng hiếp 4 du khách Pháp mà lúc phạm tội, tất cả ngư dân đang say rượu.